# Athena Manoukian
Athena Manoukian (Armeens: Աթենա Մանուկյան, Grieks: Αθηνά Μανουκιάν) (Athene, 22 mei 1994) is een Armeens-Griekse zangeres.

## Biografie
Manoukian startte haar muzikale carrière in 2007 door deel te nemen aan een talentenshow op een Griekse commerciële zender. Een jaar later waagde ze haar kans in de Griekse preselectie voor het Junior Eurovisiesongfestival, waarin ze als zevende eindigde. In 2011 bracht ze haar eerste single uit. In 2018 nam ze deel aan The X Factor. In 2020 nam ze deel aan de Armeense preselectie voor het Eurovisiesongfestival. Met het nummer Chains on you won ze, waardoor ze Armenië mocht vertegenwoordigen op het Eurovisiesongfestival 2020 in Rotterdam, Nederland. Het festival werd evenwel afgelast.
In 2025 werd Manoukian aangekondigd als een van de deelnemers van Depi Evratesil, de Armeense preselectie voor het Eurovisiesongfestival 2025 in Bazel, Zwitserland. Met het nummer "DaQueenation" eindigde ze op de derde plek.